# صحنه‌های یک ماهیت جنسی
صحنه‌های یک ماهیت جنسی (به انگلیسی: Scenes of a Sexual Nature) فیلمی محصول سال ۲۰۰۶ و به کارگردانی اد بلام است. در این فیلم بازیگرانی همچون ادرین لستر، ایوان مک‌گرگور، تام هاردی، اندرو لینکلن، کاترین تیت، آیلین اتکینز، جینا مک‌کی، هالی آیرد، هیو بونه‌ویل، سوفی اوکوندو، داگلاس هاج، بنجامین ویترو، مارک استرانگ و پالی واکر ایفای نقش کرده‌اند.